# Tomašići
Tomašići is een plaats in de gemeente Generalski Stol in de Kroatische provincie Karlovac. De plaats telt 86 inwoners (2001).